# Sokol Krasnoïarsk
Le Sokol Krasnoïarsk - en russe : Сокол Красноярск - est un club de hockey sur glace de Krasnoïarsk dans le kraï de Krasnoïarsk en Russie. Il évolue dans la VHL.

## Historique
Le club est fondé en 1977.

## Palmarès
- Aucun titre.